# Нагорное (Запорожская область)
Нагорное (укр. Нагірне) — село,
Михайловский сельский совет,
Вольнянский район,
Запорожская область,
Украина.
Код КОАТУУ — 2321584009. Население по переписи 2001 года составляло 49 человек.

## Географическое положение
Село Нагорное находится в 2-х км от правого берега реки Вольнянка и в 3-х км от левого берега реки Днепр,
на расстоянии в 1,5 км от сёл Сергеевка и Вольнокурьяновское.